# Bote de la Sociedad Hispánica de América
El bote de la Sociedad Hispánica de América, también llamado píxide de la Sociedad Hispánica de América, es una urna de marfil de elefante, que data de la época del Califato Omeya en la península ibérica, territorio llamado Al-Ándalus. Está considerado como una de las joyas de los marfiles hispanomusulmanes.

## Historia
El píxide fue tallado en Medina Azahara, Califato de Córdoba, por Jalaf en el año 966 d. C., y destaca por su increíble detalle y finura en la ejecución.
Adoptó la denominación de su actual localización, la Sociedad Hispánica de América, a la que llegó de manos de su fundador,Archer Milton Huntington.

## Inscripción
En el borde inferior de la tapa se encuentra una inscripción con caracteres cúficos, los cuales indican al destinatario, la fecha de ejecución y lo que debería de contener. 

## Características
- Forma: cilíndrica con la tapa hemiesférica.
- Material:Fabricada en plata y  marfil de elefante mediante las técnicas de fundido a molde, nielado y talla rehundida.
- Dimensiones: 12,70 centímetros de altura y 10,3 centímetros de diámetro.
- Inscripciones tipo ataurique, hechas con incisiones que representan pavos, gacelas y pájaros.
- Se abre y se cierra mediante dos charnelas

## Descripción
Es una urna o arqueta con forma cilíndrica ,en la parte superior se aprecia que tiene una tapa cónica coronada por un broche de plata nielada. Ambos elementos se articulan por medio de una bisagra de plata trabajada a buril y con esmalte negro. Se observan dos cenefas de cordoncillo, una situada en la parte superior y la otra se sitúa en la parte inferior, estas cenefas tienen la función de englobar toda la decoración. La pieza está tallada sobre un cilindro de colmillo de elefante.
Este píxide tiene longitud en los ejes verticales, tallos, palmas y hojas dispuestas en espejo. Las florecillas de cuatro o seis pétalos con botón central son un elemento característico del clasicismo cordobés. Toda la decoración está ejecutada en una labor profunda de corte en pico, con  estriados en los tallos y las hojas biseladas. Este tipo de decoración de ataurique se empleaba en los objetos destinados a las mujeres de la familia del soberano o de los príncipes. La tapa en la que hay una inscripción cúfica  también tiene decoración vegetal con hojas. La composición destaca como la talla de las escenas presentan un fuerte claroscuro. Por ello destaca la maestría y la fina ejecución de los motivos decorativos arabescos. Esta pieza refleja el refinamiento de la alta sociedad y de los soberanos andalusíes del califato de Córdoba, estos a veces sobrepasaban el lujo de la sociedad.
El marfil de elefante es de importación lo cual muestra la importancia de las relaciones comerciales durante el periodo de al andalus. El marfil del Ándalus era importado principalmente de África, este era un material muy caro por lo que estaba reservado para personajes de la alta sociedad.